# 2212 Хефест
2212 Хефест (енгл. 2212 Hephaistos) је Аполо астероид чија средња удаљеност од Сунца износи 2,167 астрономских јединица (АЈ).
Апсолутна магнитуда астероида је 13,87.